# 臨時北部琉球群島政廳
臨時北部琉球群島政廳（英語：Provisional Government of Northern Ryukyu Islands；日语：／ Rinji Hokubu Nansei-shōtō seichō）為美軍佔領奄美群島和吐噶喇群島所設置的行政管理組織，於1946年10月成立，美軍並任命原大島支廳長的豐島至繼續擔任臨時北部琉球群島政廳知事。同時亦設置了作為諮詢機關的「法制修改委員會」，後改為奄美民政議會。1950年11月，臨時北部琉球群島政廳改制為奄美群島政府。

## 政廳設置前的「大島支廳」
二次大戰結束約半年後的1946年2月2日，駐日本的聯軍總司令部發表命令，將「鹿兒島縣大島支廳」分離，成為無日本政府上級單位的「大島支廳」。此後，又根據美國軍政府的命令，將日本本土出身的「日本人」幹部從公職中驅逐，強制遣返本土。而空缺的職務由奄美當地出身人擔任。

### 「大島支廳」的行政組織
- 支廳長 
  - 官房
  - 內務部
  - 財務部
  - 經濟部
  - 食糧部
  - 教育部

### 臨時北部南西諸島政廳的行政組織
- 知事 - 副知事 
  - 內務部
  - 財務部
  - 教育部
  - 經濟部
  - 食糧部
  - 警察部

## 法制修改委員會
為北部琉球群島美國軍政府的諮詢機關，由26名委員組成。但無設置其他地區稱為「議會」的組織。
功能是「廢除原本日本法律中壓迫人民部份，並提出必要設置的修正的建議」。
於1950年，改組為奄美民政議會。